# Planina (Krupanj)
Planina (Servisch cyrillisch Планина) is een plaats in de Servische gemeente Krupanj. De plaats telt 204 inwoners (2002).